# Кінашів
Кі́нашів — село Більшівцівської селищної громади Івано-Франківського району Івано-Франківської області.
Через село протікає річка Уїздський Потік, що ділить його на дві половини.

## Назва
Існують дві версії щодо його походження: перша — це від прізвища феодала Андрія Кунашовського;
друга — назва села походить від словосполучення «куни шили»: в цій місцевості водилося багато хутрових звірів.

## Історія
Перша згадка про село Кінашів датується 12 вересня 1435 року.
У податковому реєстрі 1515 року в селі документується 4 лани (близько 100 га) оброблюваної землі.
у селі Кінашів ( Kunaszów пол.) У 19 ст працював  водяний млин (літ.: Sulimierski, F., Walewski, W., Krzywicki, J., & Chlebowski, B. (Ред.). (1880). Słownik geograficzny Królestwa Polskiego i innych krajów słowiańskich (Словник Королівства Польського та інших слов’янських країн), том. 9. Варшава, с. 695.  https://rcin.org.pl/dlibra/publication/178984/edition/143738/content?)
У 1939 році в селі проживало 1950 мешканців (1905 українців, 10 поляків, 20 латинників, 15 євреїв).
У 2013 році у селі збудована нова церква й відкрита нова школа.
13 вересня 2016 року село ввійшло до Більшівцівської селищної громади.
У 2017 році Кінашівська школа І-ІІІ ст. перетворена на НВК, встановлено твердопаливний котел.

## Відомі особи
- Бандура Дмитро — учасник національно-визвольних змагань, член ОУН.
- Сірко Василь Петрович — учасник революційного руху на західноукраїнських землях, український комуністичний діяч, жертва більшовицького терору.
- Сірко Іван Миколайович — український комуністичний діяч, 1-й секретар Молдавського обкому КП(б)У, репресований.
- Матейко Роман Михайлович (1946—2007) — український історик, вчений, краєзнавець, заслужений працівник освіти України.
- Фреїк Дмитро Михайлович — доктор хімічних наук, професор, академік АН ВШ України.